# Bộ Liên lạc Đối ngoại Ủy ban Trung ương Đảng Cộng sản Trung Quốc
Ban liên lạc đối ngoại Uỷ ban Trung ương Đảng Cộng sản Trung Quốc, tên gọi giản lược Trung liên bộ (chữ Anh: International Department, Central Committee of CPC, chữ Trung giản thể: 中国共产党中央委员会对外联络部 hoặc 中联部) là một trong những cơ cấu trực thuộc Uỷ ban Trung ương Đảng Cộng sản Trung Quốc, là bộ phận chức năng phụ trách công tác đối ngoại của Đảng Cộng sản Trung Quốc, thành lập vào năm 1951. Đối tượng công tác của nó không chỉ bao gồm Đảng cộng sản của các nước và chính đảng cánh tả khác, còn mở rộng đến chính đảng dân chủ dân tộc của nước đang phát triển, cùng các loại hệ tư tưởng như đảng xã hội, công đảng, đảng bảo thủ của nước công nghiệp và bản chất của chính đảng, đảng chính trị với tổ chức quốc tế khác.

## Lịch sử
Ban liên lạc đối ngoại Uỷ ban Trung ương Đảng Cộng sản Trung Quốc thành lập vào năm 1951 và chịu trách nhiệm giám sát quan hệ với các Đảng Cộng sản ở nước ngoài, đặc biệt là Đảng Cộng sản Liên Xô và khối Warszawa. Sau sự kiện chia cắt Trung - Xô, nhiệm vụ của Ban liên lạc đối ngoại Uỷ ban Trung ương Đảng Cộng sản Trung Quốc thành nên trọng yếu hơn bởi vì Đảng Cộng sản Trung Quốc bắt đầu tìm kiếm những người ủng hộ tích cực hơn để ủng hộ địa vị của mình giữa các Đảng Cộng sản hoạt động ở nước ngoài. Sau đó, Đảng Cộng sản Trung Quốc giữ liên lạc với các chính đảng mang tư tưởng Mao Trạch Đông trên toàn thế giới và thường cố gắng kích động các cuộc cách mạng nước ngoài bằng cách bơm quỹ và nguồn lực vào phe tả và đoàn thể phản nghịch. Từ năm 1962 đến nửa đầu của Đại cách mạng văn hoá, quan hệ đối ngoại chủ yếu do Khang Sinh thực hiện thay mặt cho Ban Thường vụ Bộ Chính trị Đảng Cộng sản Trung Quốc.
Dưới sự lãnh đạo của Đặng Tiểu Bình vào những năm 1980, Ban liên lạc đối ngoại Uỷ ban Trung ương Đảng Cộng sản Trung Quốc đã mở rộng sứ mệnh của mình, bao gồm việc nuôi dưỡng mối quan hệ với các đảng không thuộc cộng sản và giải phóng khỏi các mục tiêu cách mạng rõ rệt. Trong thời kì này, Ban liên lạc đối ngoại Uỷ ban Trung ương Đảng Cộng sản Trung Quốc cố gắng thiết lập mối liên hệ với "bất kì chính đảng nước ngoài nào muốn hội kiến với Đảng Cộng sản Trung Quốc". Với sự kết thúc của chiến tranh Lạnh và sự phân rã của Liên Xô, Ban liên lạc đối ngoại Uỷ ban Trung ương Đảng Cộng sản Trung Quốc đã trở nên quan trọng hơn khi nó mở rộng sứ mệnh của mình để liên kết các chính đảng trong quang phổ chính trị.

## Giới thiệu giản lược
Ban liên lạc đối ngoại Uỷ ban Trung ương Đảng Cộng sản Trung Quốc (tên gọi giản lược Trung liên bộ) là bộ phận chức năng phụ trách công tác đối ngoại của Đảng Cộng sản Trung Quốc. Từ thành lập năm 1951 tới nay, Ban liên lạc đối ngoại Uỷ ban Trung ương Đảng Cộng sản Trung Quốc đặt dưới sự lãnh đạo trực tiếp của Trung ương Đảng Cộng sản Trung Quốc, khai triển đối ngoại qua lại mà vây quanh nhiệm vụ trọng tâm của Đảng Cộng sản Trung Quốc trong các giai đoạn khác nhau, mở rộng không ngớt lĩnh vực công việc, làm sâu sắc nội hàm công việc, rồi làm ra cống hiến tích cực cho việc tự thân kiến thiết, cải cách khai phóng của Đảng Cộng sản Trung Quốc và ngoại giao tổng thể Nhà nước Trung Quốc.
Từ Đại hội đại biểu toàn quốc lần thứ 18 Đảng Cộng sản Trung Quốc tới nay, Ban liên lạc đối ngoại Uỷ ban Trung ương Đảng Cộng sản Trung Quốc nghiêm túc quán triệt tư tưởng trọng yếu của Tổng Bí thư Đảng Cộng sản Trung Quốc Tập Cận Bình liên quan đến công tác đối ngoại của Đảng, tìm tòi chăm chú vào sự việc có thật, khai thác tích cực cục diện mới cho công tác đối ngoại của Đảng, phục vụ cách bố trí ngoại giao tổng thể của Nhà nước để "nắm bắt chính đảng", trước mắt đã kiến lập các hình thức quan hệ khác nhau với hơn 600 chính đảng và tổ chức chính trị của hơn 160 quốc gia và vùng đất, thông qua các phương tiện như cuộc trao đổi cấp cao, đối thoại diễn đàn, công tác thăm hỏi, tiến sâu vào khai triển giao lưu và hợp tác giữa Đảng Cộng sản Trung Quốc và quốc tế theo kiểu mới. "Nắm bắt điều tra nghiên cứu" vây quanh nhu cầu của Trung ương Đảng Cộng sản Trung Quốc cai quản đất nước, ở các lĩnh vực như tình hình quốc tế, vấn đề vùng đất, mô thức phát triển và trào lưu xã hội, thông qua các phương diện như khảo sát chuyên đề và tìm xét nghiên cứu lí luận, theo dõi tình hình thay đổi, tăng cường nghiên cứu mang tính chiến lược cùng tính đối sách, nghiêm túc thật hành chức năng như trợ thủ mà Trung ương Đảng Cộng sản Trung Quốc tham mưu. Quan sát đến sự phát triển ổn định lành mạnh của quan hệ Nhà nước, kiên trì bền bỉ "bắt mạch", thông qua khai triển nhân viên để giao lưu, nỗ lực chế tạo mạng lưới huyết quản của Đảng và Chính phủ, Chính phủ và dân chúng, quan viên và dân chúng. Khai thác đổi mới sự "nắm bắt hình tượng", giới thiệu toàn diện chủ trương chính sách và ý tưởng nắm giữ quyền chính trong đối ngoại, nhắm vào mục tiêu "kể chuyện xưa Trung Quốc hay, truyền đạt âm thanh Trung Quốc", bày ra hình tượng quốc tế tốt lành của Đảng Cộng sản Trung Quốc.
Công tác đối ngoại của Đảng Cộng sản Trung Quốc được coi là trách nhiệm trọng đại, sứ mệnh quang vinh và là bộ phận cấu thành trọng đại của một chiến tuyến quan trọng giữa sự nghiệp của Đảng Cộng sản Trung Quốc và ngoại giao tổng thể Nhà nước Trung Quốc. Từ thành lập Ban tới nay, dưới nỗ lực chung của tất cả con người trong Ban, Ban liên lạc đối ngoại Uỷ ban Trung ương Đảng Cộng sản Trung Quốc đã hình thành phong cách tốt cho mình đó là "Trung thành với Đảng, tôn trọng nghề nghiệp, tìm tòi sự thật, khai thác tin tức", rồi bồi dưỡng một tốp cán bộ có nghiệp vụ tố chất cao. Đối mặt với tương lai, Ban liên lạc đối ngoại Uỷ ban Trung ương Đảng Cộng sản Trung Quốc sẽ làm việc vững chãi, thiết thực, khai thác tinh thần tiến thủ, nỗ lực vận dụng công tác đối ngoại của Đảng Cộng sản Trung Quốc làm thành đường lối trọng yếu mà xúc tiến sự phát triển quan hệ đối ngoại của Đảng Cộng sản Trung Quốc, làm thành cửa sổ quan trọng để bày ra hình tượng tốt lành của Đảng Cộng sản Trung Quốc lên xã hội thế giới, làm thành bậc thềm quan trọng để cán bộ lãnh đạo, đảng viên quan sát và nghiên cứu, làm thành phương tiện quan trọng để học tập kinh nghiệm từ nước ngoài, phục vụ cho quyết sách của Uỷ ban Trung ương Đảng Cộng sản Trung Quốc.

## Trách nhiệm chủ yếu
Trách nhiệm chủ yếu của Ban là: quán triệt đầy đủ, chính xác các phương châm, chính sách của công tác đối ngoại Uỷ ban Trung ương Đảng Cộng sản Trung Quốc, theo chân sự thay đổi phát triển mà nghiên cứu tình hình quốc tế và vấn đề quốc tế trọng đại, nêu ra cung cấp tình huống có liên quan và các kiến nghị mang tính đối sách lên Uỷ ban Trung ương Đảng Cộng sản Trung Quốc; được Uỷ ban Trung ương Đảng Cộng sản Trung Quốc uỷ thác, Ban phụ trách công tác trao đổi và liên lạc mà Đảng Cộng sản Trung Quốc tán thành, đồng ý chính đảng nước ngoài, tổ chức chính trị đó; phối hợp, quản lí công tác trao đổi đối ngoại có liên quan đặt chúng dưới sự quản lí của cơ cấu trực thuộc Trung ương và đảng uỷ của các tỉnh, khu tự trị, thành phố trực thuộc Trung ương. 

## Thiết lập cơ cấu
Ban liên lạc đối ngoại Uỷ ban Trung ương Đảng Cộng sản Trung Quốc thiết lập cơ cấu sau đây:

### Phòng hành chính tổng hợp
Phòng hành chính tổng hợp (chữ Trung giản thể: 办公厅) phụ trách phối hợp và quản lí tổng hợp công tác sự vụ hành chính của cơ quan, việc chính trị trong Ban, nêu ra cung cấp cách phục vụ khiến cho Ban liên lạc đối ngoại Trung ương Đảng Cộng sản Trung Quốc lãnh đạo quyết sách và thật thi; phụ trách tổng hợp tin tức và báo cáo việc chuyển giao công tác trong Ban; phụ trách các công việc như quản lí và thẩm xét kế toán tài sản thuộc về Nhà nước Trung Quốc, kinh phí cho công tác đối ngoại trong Ban. Phối hợp và quản lí thật tế công tác đối ngoại qua lại của cơ cấu trực thuộc Trung ương và đảng uỷ của thành phố trực thuộc Trung ương, khu tự trị, các tỉnh.

### Phòng nghiên cứu
Phòng nghiên cứu (chữ Trung giản thể: 研究室) chủ yếu đảm trách công tác nghiên cứu mang tính lí luận, tính chiến lược, tính tổng hợp, tính chính sách của tình hình quốc tế, chính đảng thế giới, phong trào chủ nghĩa xã hội, chủ nghĩa tư bản đương đại và các vấn đề quốc tế trong đại khác; điều tra nghiên cứu trong Ban hài hoà đối nội; tiến hành giao lưu học thuật và hợp tác đối ngoại; vây quanh công tác đối ngoại của Đảng Cộng sản Trung Quốc mà tổ chức khai triển các loại hình thức hoạt động tuyên truyền tin tức. Hiện có được một cánh đội ngũ nghiên cứu chuyên nghiệp mà nghiên cứu các lĩnh vực tương đối là rộng khắp, hiểu biết kết cấu tương đối là hợp lí.

### Cục 1
Cục 1 còn gọi là Cục 1 châu Á (chữ Trung giản thể: 一局 hoặc 亚洲一局) phụ trách liên lạc qua lại với chính đảng cùng tổ chức chính trị của các nước ở Nam Á, Đông Nam Á và công tác nghiên cứu các quốc gia cùng chính đảng, tổ chức chính trị trong khu vực đó. Cục này có được một tốp đảm trách trong khoảng thời gian dài là nhân viên nghiên cứu về công việc quốc gia Nam Á, Đông Nam Á và nhân viên phiên dịch các loại ngôn ngữ như Anh văn, tiếng Indonesia, tiếng Thái, tiếng Miến, tiếng Hindi, tiếng Urdu, tiếng Nepal, tiếng Sinhala, v.v.

### Cục 2
Cục 2 còn gọi là Cục 2 châu Á (chữ Trung giản thể: 二局 hoặc 亚洲二局) phụ trách liên lạc qua lại với chính đảng cùng tổ chức chính trị của các nước, vùng đất ở Đông Bắc Á, bán đảo Ấn - Trung và công tác nghiên cứu các quốc gia cùng chính đảng, tổ chức chính trị trong khu vực đó. Cục này có được một cánh đội ngũ nghiên cứu và phiên dịch hiểu biết thành thạo tiếng Nhật, tiếng Triều, tiếng Việt, tiếng Mông Cổ, tiếng Lào và tiếng Khmer.

### Cục 3
Cục 3 còn gọi là Cục Tây Á Bắc Phi (chữ Trung giản thể: 三局 hoặc 西亚北非局) phụ trách liên lạc qua lại với chính đảng cùng tổ chức chính trị của các nước, vùng đất ở Tây Á, Bắc Phi và công tác nghiên cứu các quốc gia cùng chính đảng, tổ chức chính trị trong khu vực đó. Cục này có được một cánh đội ngũ nghiên cứu và phiên dịch hiểu biết thành thạo các loại ngôn ngữ như tiếng Ả Rập, Anh văn, Pháp văn, tiếng Thổ Nhĩ Kì, tiếng Ba Tư, v.v.

### Cục 4
Cục 4 còn gọi là Cục châu Phi (chữ Trung giản thể: 四局 hoặc 非洲局) phụ trách liên lạc qua lại với chính đảng cùng tổ chức chính trị của các nước, vùng đất ở châu Phi hạ Sahara và công tác nghiên cứu các quốc gia cùng chính đảng, tổ chức chính trị trong khu vực đó. Cục này có được một cánh đội ngũ nghiên cứu và phiên dịch hiểu biết thành thạo Anh văn, Pháp văn và tiếng Bồ Đào Nha.

### Cục 5
Cục 5 còn gọi là Cục Mĩ Latinh (chữ Trung giản thể: 五局 hoặc 拉美局) phụ trách liên lạc qua lại với chính đảng cùng tổ chức chính trị của các nước, vùng đất ở châu Mĩ Latinh, Caribe và công tác nghiên cứu các quốc gia cùng chính đảng, tổ chức chính trị trong khu vực đó. Cục này có được một cánh đội ngũ nghiên cứu và phiên dịch hiểu biết thành thạo các loại ngôn ngữ như tiếng Tây Ban Nha, tiếng Bồ Đào Nha, v.v.

### Cục 6
Cục 6 còn gọi là Cục Đông Âu Trung Á (chữ Trung giản thể: 六局 hoặc 东欧中亚局) phụ trách liên lạc qua lại với chính đảng cùng tổ chức chính trị của các nước, vùng đất ở Đông Âu, biển Baltic, Cộng đồng các quốc gia độc lập và công tác nghiên cứu các quốc gia cùng chính đảng, tổ chức chính trị trong khu vực đó. Cục này có được một cánh đội ngũ nghiên cứu và phiên dịch hiểu biết thành thạo tiếng Nga, tiếng Tiệp Khắc, tiếng Serbia, tiếng Ba Lan, tiếng Romania, tiếng Hungary, tiếng Albania và tiếng Bulgaria.

### Cục 7
Cục 7 còn gọi là Cục Mĩ Đại Bắc Âu (chữ Trung giản thể: 七局 hoặc 美大北欧局) phụ trách liên lạc qua lại các chính đảng, tổ chức quốc tế như chính đảng, tổ chức chính trị và quốc tế đảng xã hội của vùng đất ở Bắc Mĩ, châu Đại Dương, Bắc Âu cùng các quốc gia như Anh Quốc, Ireland, Malta, và công tác nghiên cứu các quốc gia cùng chính đảng, tổ chức chính trị trong khu vực đó. Cục này có được một cánh đội ngũ nghiên cứu và phiên dịch hiểu biết thành thạo Anh văn, tiếng Thuỵ Điển, tiếng Na Uy, tiếng Đan Mạch và tiếng Phần Lan.

### Cục 8
Cục 8 còn gọi là Cục Tây Âu (chữ Trung giản thể: 八局 hoặc 西欧局) phụ trách liên lạc qua lại với chính đảng cùng tổ chức chính trị của các nước, vùng đất ở Tây Âu và công tác nghiên cứu các quốc gia cùng chính đảng, tổ chức chính trị trong khu vực đó. Cục này có được một cánh đội ngũ nghiên cứu và phiên dịch hiểu biết thành thạo tiếng Tây Ban Nha, Đức văn, Pháp văn, Ý văn, tiếng Bồ Đào Nha, Anh văn, tiếng Hi Lạp và tiếng Hà Lan.

### Cục phối hợp ngoại vụ nhóm đảng
Cục phối hợp ngoại vụ nhóm đảng (chữ Trung giản thể: 党群外事协调局) phụ trách phối hợp, quản lí công tác đối ngoại qua lại của cơ cấu trực thuộc Trung ương và đảng uỷ của các tỉnh, khu tự trị, thành phố trực thuộc Trung ương.

### Cục truyền bá tin tức
Cục truyền bá tin tức (chữ Trung giản thể: 信息传播局) phụ trách nghiên cứu lí luận và thực tiễn mà truyền bá tin tức đối ngoại của Đảng Cộng sản Trung Quốc, đảm đương quy hoạch trọn vẹn, phối hợp lập kế hoạch tổng thể về việc tuyên truyền tin tức công tác đối ngoại của Đảng cùng với công tác phát hành tin tức đối ngoại, phụ trách công tác phối hợp ngoại giao công cộng có liên quan và các hạng mục truyền bá đối ngoại do Trung ương Đảng Cộng sản Trung Quốc giao phó mà trông coi.

### Cục lễ tân
Cục lễ tân (chữ Trung giản thể: 礼宾局) chủ yếu phụ trách công tác tiếp đãi lễ nghi của phái đoàn đến thăm hỏi do Đảng Cộng sản Trung Quốc và Bộ liên lạc đối ngoại Uỷ ban Trung ương Đảng Cộng sản Trung Quốc thỉnh mời và tổ chức đoàn đi nước ngoài cùng hoạt động liên quan đến ngoại giao khác. Hiện tại có được một cánh đội ngũ nhân viên tiếp đãi lễ tân kinh nghiệm, thực tiễn.

### Cục cán bộ
Cục cán bộ (chữ Trung giản thể: 干部局) phụ trách các công việc của cán bộ trong cơ quan Ban như tuyển dụng, điều phối, khảo hạch, nhậm chức và miễn chức, bồi dưỡng và huấn luyện, tiền lương, phúc lợi và luân phiên thay đổi, quản lí nhân viên lưu lại ở nước ngoài cùng với tra xét, điều chỉnh cơ cấu, biên chế nhân sự của nhân viên tạm thời ra nước ngoài; tiến hành chỉ đạo, trông coi đốc xúc và quản lí công tác nhân sự của đơn vị chính sự thuộc về Ban.

### Đảng uỷ cơ quan
Đảng uỷ cơ quan (chữ Trung giản thể: 机关党委) phụ trách các công việc của Đảng trong cơ quan Ban như kiến thiết tư tưởng, tổ chức, tác phong và kỉ luật kiểm tra công tác, lãnh đạo cơ quan liên quan đến người lao động, thanh niên, phụ nữ.

### Phòng nghiên cứu biên soạn tin tức
Phòng nghiên cứu biên soạn tin tức (chữ Trung giản thể: 信息编研室) phụ trách sưu tập, đưa ra cung cấp tin tức có liên quan của vấn đề quốc tế và chính đảng các nước trên thế giới đối với công tác liên lạc đối ngoại và điều tra nghiên cứu của Ban này, biên soạn nghiên cứu nền móng tư liệu mang tính tổng hợp, tin tức hoá cho hệ thống mạng của Ban này và đề ra cung cấp kĩ thuật bảo vệ hệ thống tự động hoá văn phòng.

## Lãnh đạo Ban các khoá trước
- Trưởng ban Vương Giá Tường giữ chức từ năm 1951 đến tháng 3 năm 1966
- Quyền trưởng ban Lưu Ninh Nhất (chữ Trung giản thể: 刘宁一) giữ chức từ tháng 6 năm 1966 đến tháng 4 năm 1968
- Trưởng ban Cảnh Biểu (chữ Trung giản thể: 耿飚) giữ chức từ tháng 1 năm 1971 đến tháng 4 năm 1979
- Trưởng ban Cơ Bằng Phi giữ chức từ tháng 1 năm 1979 đến tháng 4 năm 1982
- Trưởng ban Kiều Thạch giữ chức từ tháng 4 năm 1982 đến tháng 7 năm 1983
- Trưởng ban Tiền Lí Nhân (chữ Trung giản thể: 钱李仁) giữ chức từ tháng 7 năm 1983 đến tháng 12 năm 1985
- Trưởng ban Chu Lương (chữ Trung giản thể: 朱良) giữ chức từ tháng 12 năm 1985 đến tháng 3 năm 1993
- Trưởng ban Lí Thục Tranh (chữ Trung giản thể: 李淑铮) giữ chức từ tháng 3 năm 1993 đến tháng 8 năm 1997
- Trưởng ban Đái Bỉnh Quốc giữ chức từ tháng 8 năm 1997 đến tháng 3 năm 2003
- Trưởng ban Vương Gia Thuỵ (chữ Trung giản thể: 王家瑞) giữ chức từ tháng 3 năm 2003 đến tháng 11 năm 2015
- Trưởng ban Tống Đào giữ chức từ tháng 11 năm 2015 đến hiện nay.[8]